# (21125) Orff
(21125) Orff es un asteroide del cinturón principal descubierto el 30 de diciembre de 1992 desde el Observatorio Karl Schwarzschild en Tautenburg por Freimut Börngen y nombrado en honor del compositor alemán Carl Orff (1895-1982).